# Нідер-Ольм
Нідер-Ольм (нім. Nieder-Olm) — місто в Німеччині, розташоване в землі Рейнланд-Пфальц. Входить до складу району Майнц-Бінген. Центр об'єднання громад Нідер-Ольм.
Площа — 17,09 км2. Населення становить 4527 ос. (станом на 31 грудня 2020).

## Географія

### Сусідні міста та громади
Нідер-Ольм межує з 8 містами / громадами:
- Обер-Ольм
- Кляйн-Вінтернгайм
- Майнц
- Цорнгайм
- Зергенлох
- Заульгайм
- Штадеккен-Ельсгайм
- Ессенгайм

## Галерея

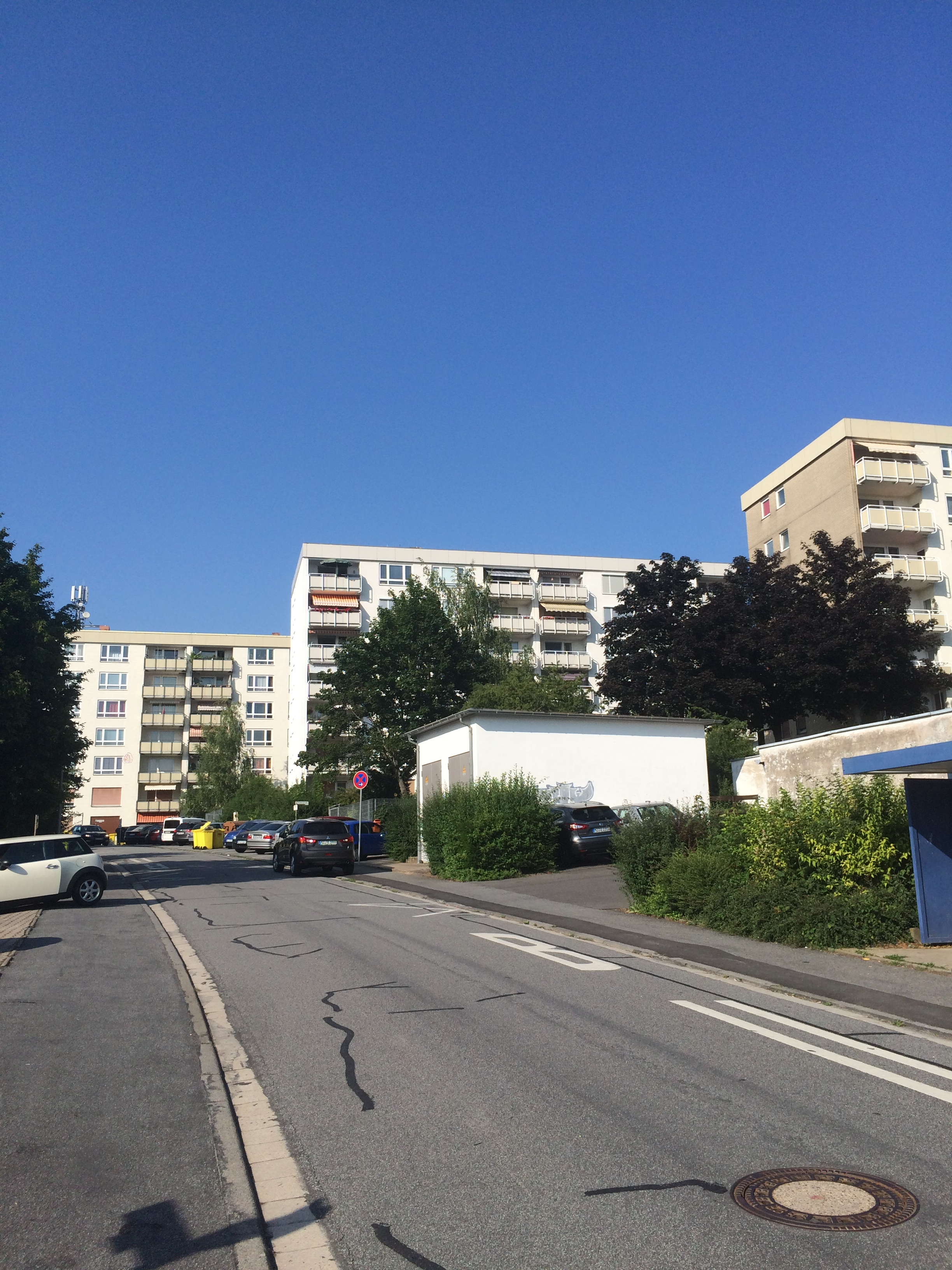
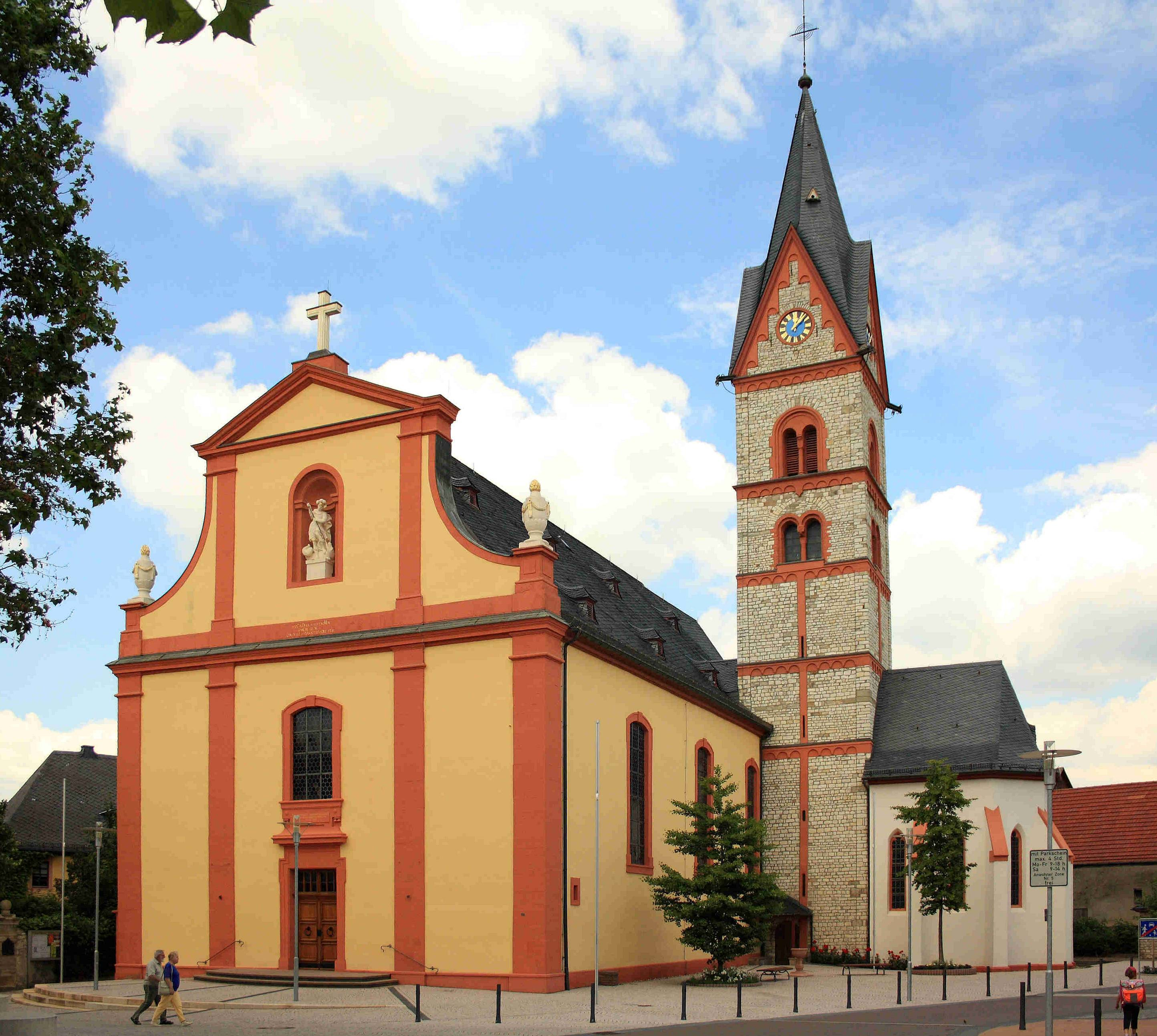
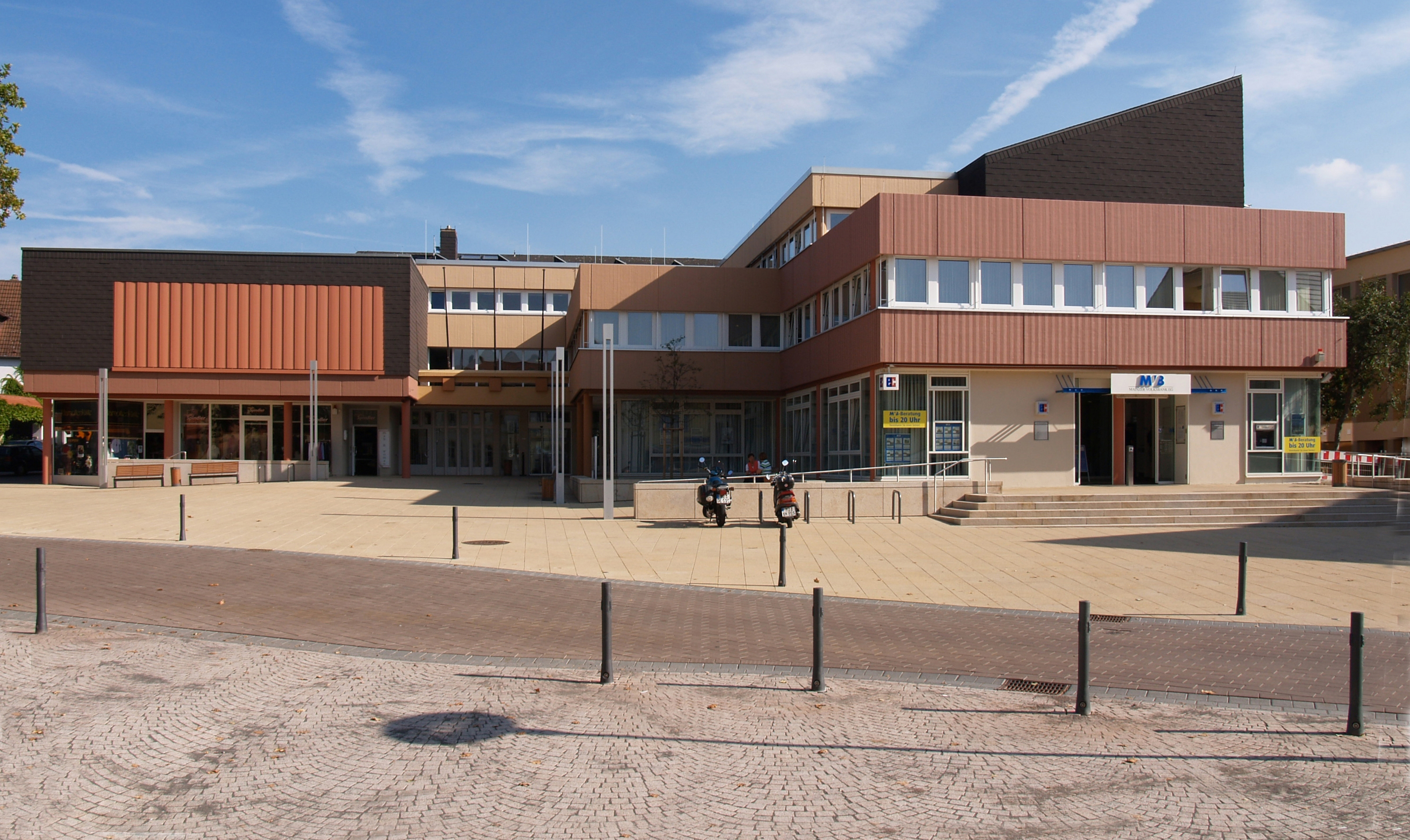
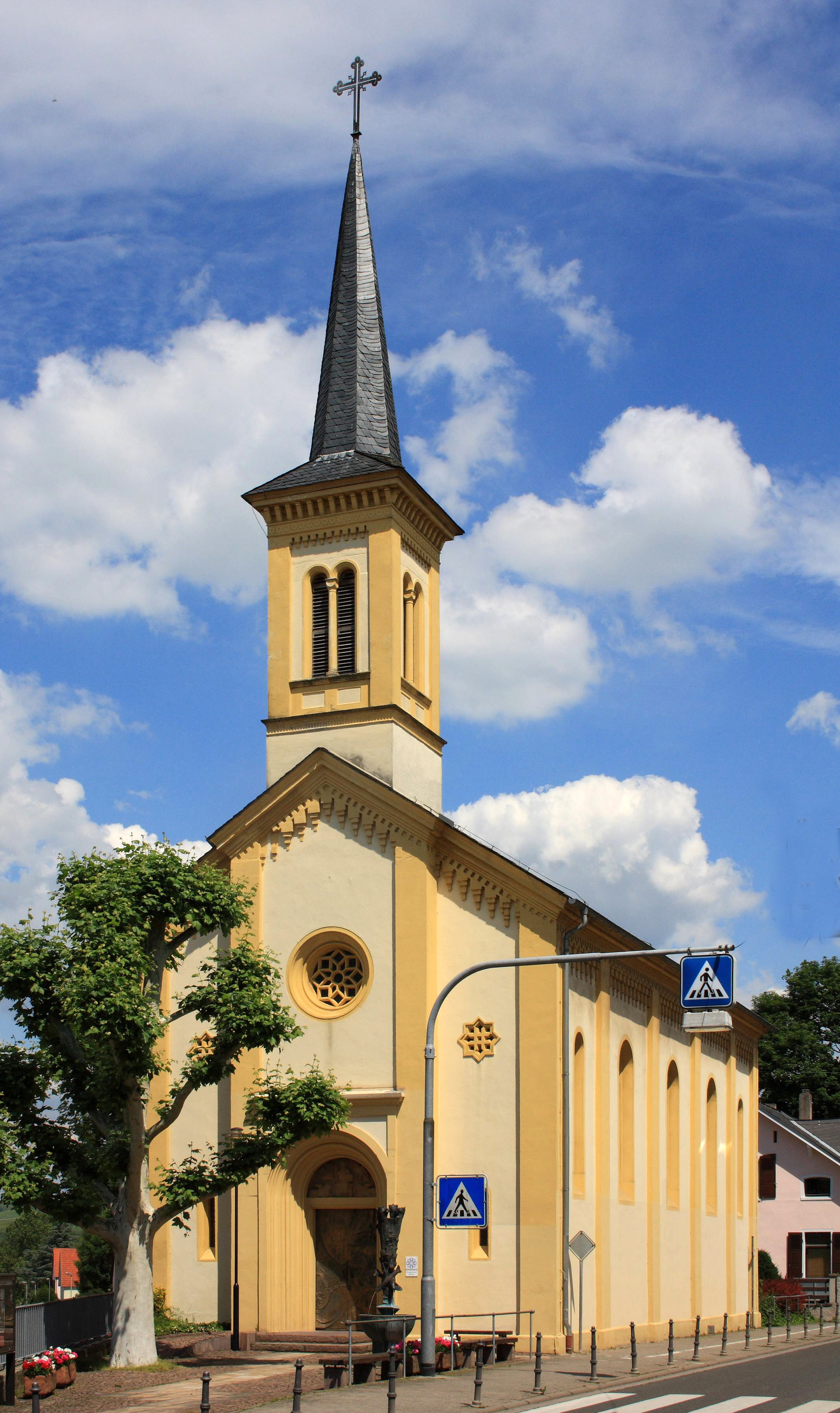
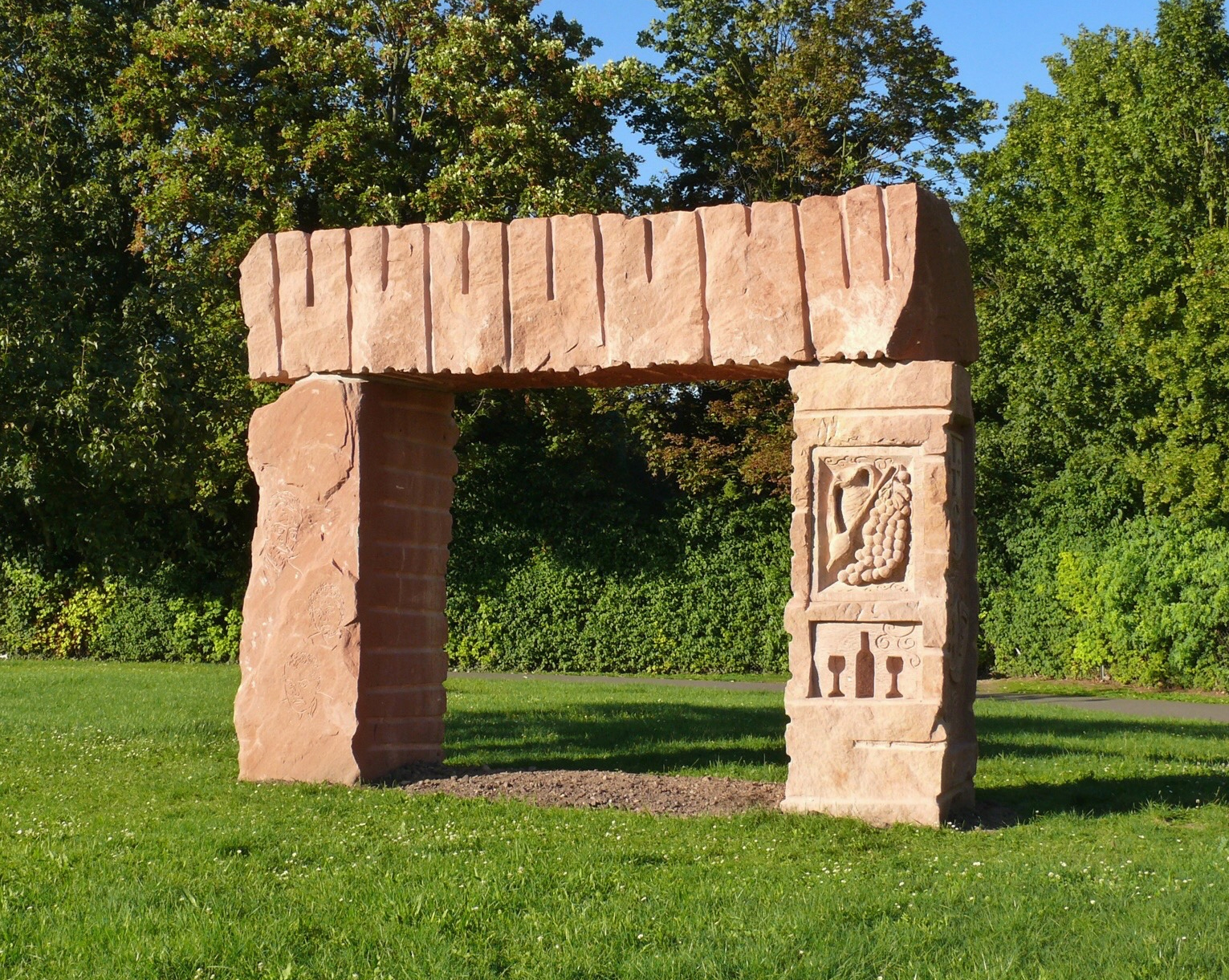
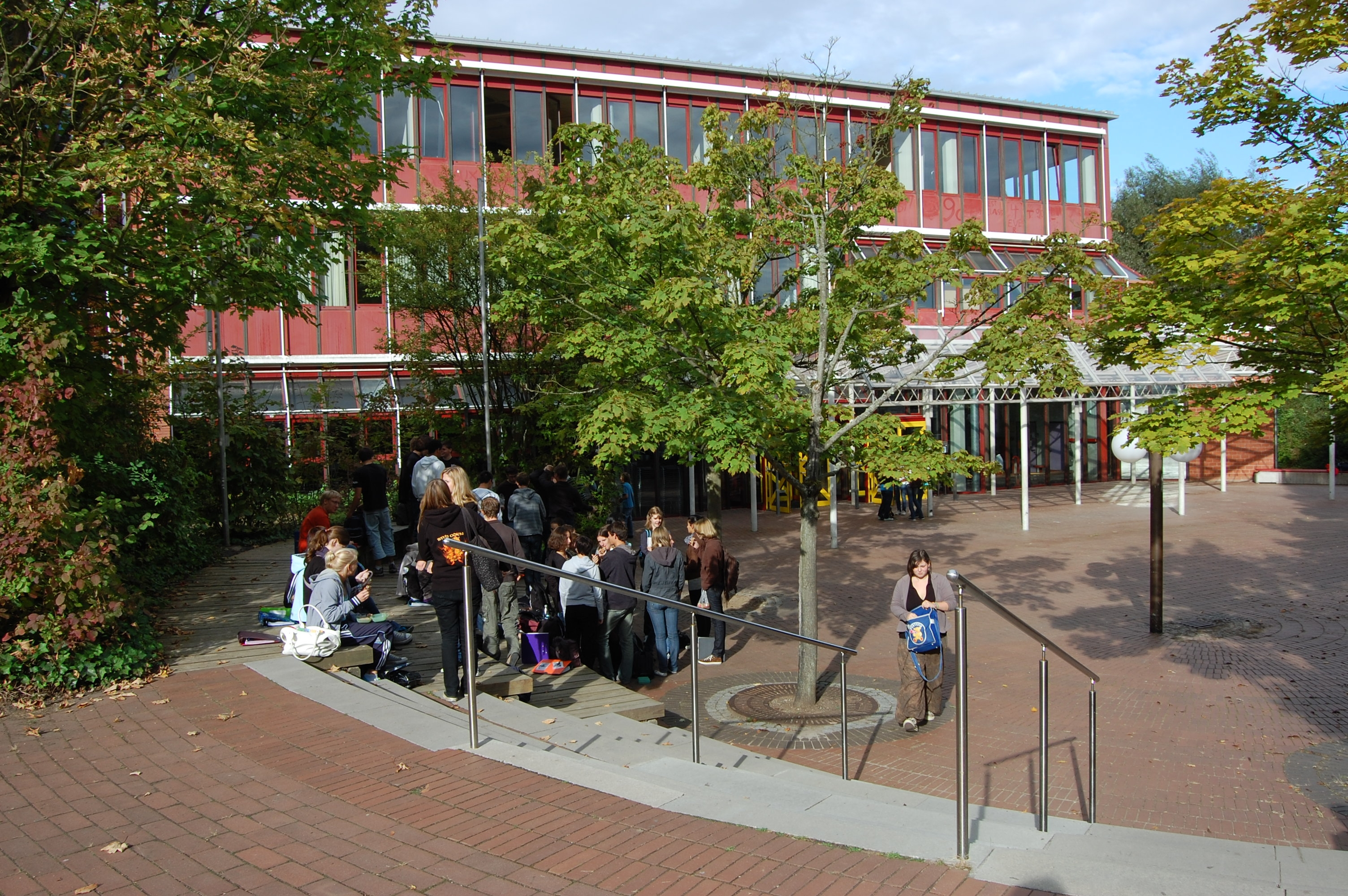